# Horní Jelení
Horní Jelení – miasto w Czechach, w kraju pardubickim. W 2006 miasto to zamieszkiwało 1 890 osób.
Urodził się tu Franciszek Wagner (ur. 7 sierpnia 1880, zm. 14 stycznia 1975 w Zakopanem) – pułkownik piechoty Wojska Polskiego, polski działacz sportowy, kawaler Orderu Virtuti Militari.